# 1250 René-Lévesque
1250 René-Lévesque, známý také jako IBM-Marathon Tower je mrakodrap v kanadském Montréalu. Díky jeho střeše, která se nachází 199 metrů nad úrovní ulice je druhou nejvyšší budovou města. Mrakodrap byl navržen společností Kohn Pedersen Fox pro kanadskou pobočku firmy IBM a dokončen v roce 1992. Předlohou stavby byl frankfurtský mrakodrap Westendstrasse 1, navržený také společností Kohn Pedersen Fox. V budově se nachází 47 pater. Vrchol antény, který se nachází 226,5 m nad úrovní ulice, je nejvyšším pevným bodem města.